# Таллы-Буляк (Азнакаевский район)
 Таллы-Буляк — деревня в Азнакаевском районе Татарстана. Входит в состав Карамалинского сельского поселения.

## География
Находится в юго-восточной части Татарстана на расстоянии приблизительно 16 км на юго-восток от районного центра города Азнакаево.

## История
Основана в 1920-х годах.

## Население
Постоянных жителей было: в 1922—202, в 1926—231, в 1938—325, в 1949—236, в 1958—189, в 1970—270, в 1979—149, в 1989—126, в 2002 году 162 (татары 95 %), в 2010 году 176.